# Dwingeloo 2
Dwingeloo 2 è una piccola galassia irregolare (IAm) scoperta nel 1996 e situata alla distanza di circa 10 milioni di anni luce. Fu individuata nel corso delle osservazioni del Dwingeloo Obscured Galaxy Survey (DOGS) mirate alla Zona di evitamento. È la galassia compagna di Dwingeloo 1.
Dwingeloo 2 fu rilevata inizialmente nelle onde radio di 21 cm della linea di emissione dell'idrogeno neutro (noto agli astronomi come H I) nel corso della sorveglianza di quella zona di spazio a seguito della scoperta di Dwingeloo 1. Si ritiene che Dwingeloo 2 faccia parte del gruppo IC 342/Maffei, un gruppo di galassie adiacente al Gruppo Locale del quale fa parte la Via Lattea.
La galassia recede dalla Via Lattea alla velocità di circa 241 km/s.
Il raggio visibile di Dwingeloo 2 è approssimativamente di 2′, che alla distanza di 2 Megaparsec corrisponde a circa 2 kiloparsec (kpc). Dwingeloo 2 appare all'osservatore inclinata di 69°. La distribuzione dell'idrogeno molecolare è piuttosto irregolare e rilevabile fino a 3,2 kpc dal centro galattico. La massa totale della galassia entro questo raggio è stimata in 2,3 milioni di masse solari, mentre la massa di idrogeno neutro è stimata in circa 100 milioni di masse solari. La massa totale di Dwingeloo 2 è circa cinque volte minore di quella di Dwingeloo 1.
La struttura irregolare di Dwingeloo 2 è probabilmente il risultato di interazioni con la vicina galassia molto più grande Dwingeloo 1 che si trova ad una distanza di soli 24 kpc.

## Collegamenti esterni

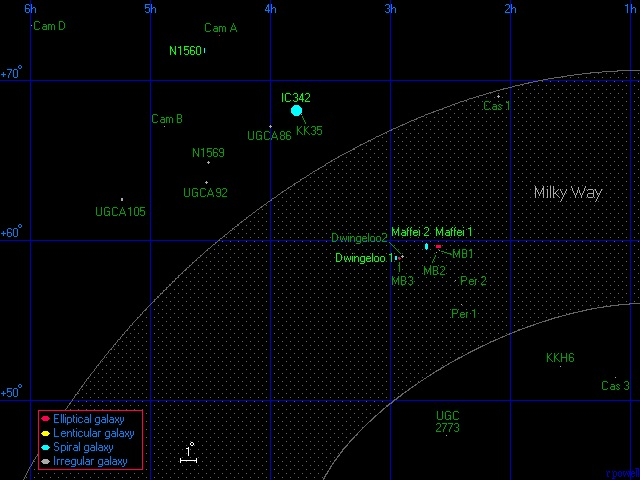
Diagramma del Gruppo IC 342/Maffei